# Хот-дог по-сонорански

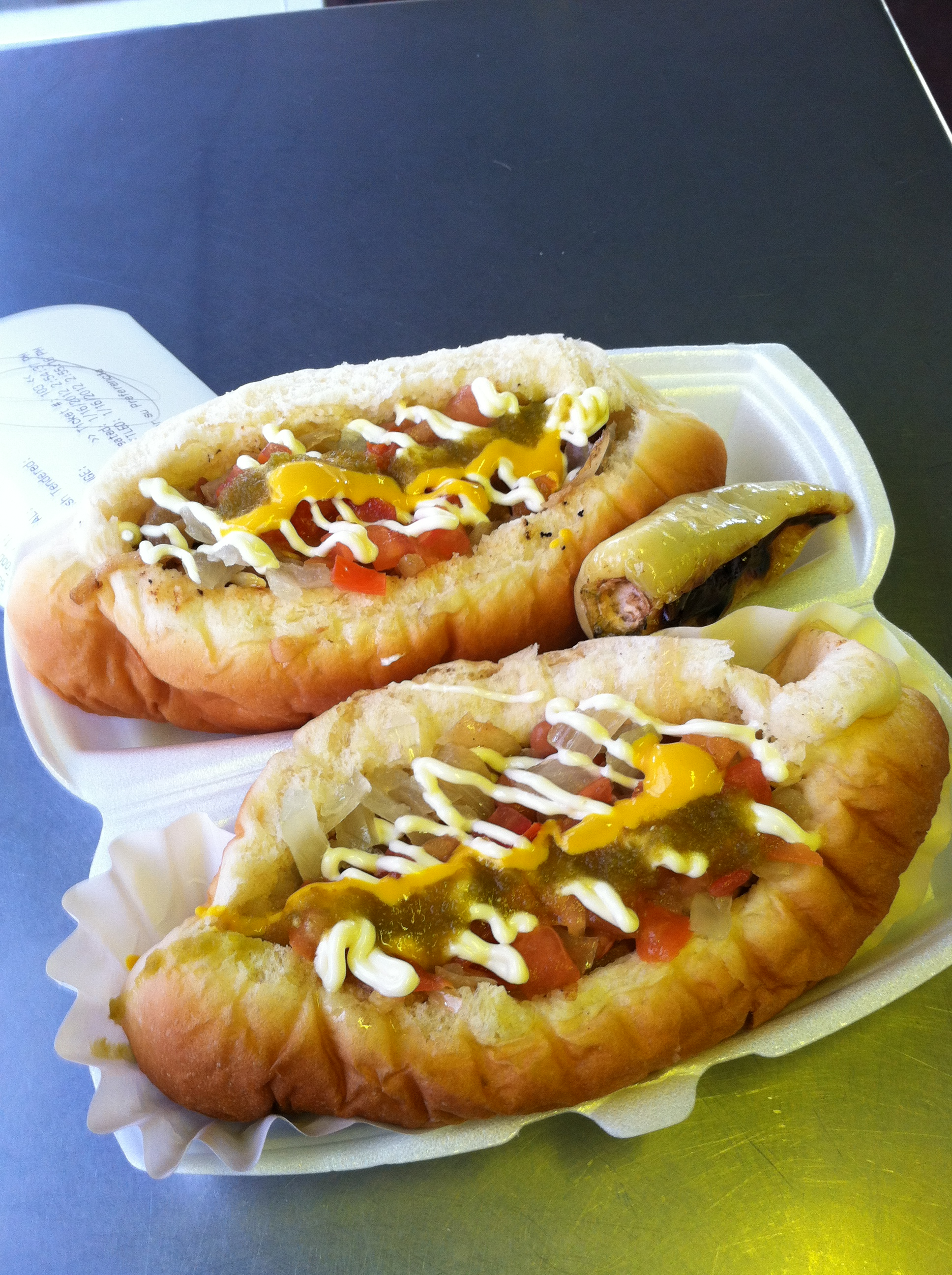
Два хот-дога по-сонорански с рубленым луком, зелёным соусом чили, кубиками помидоров, фасолью пинто, горчицей и майонезом

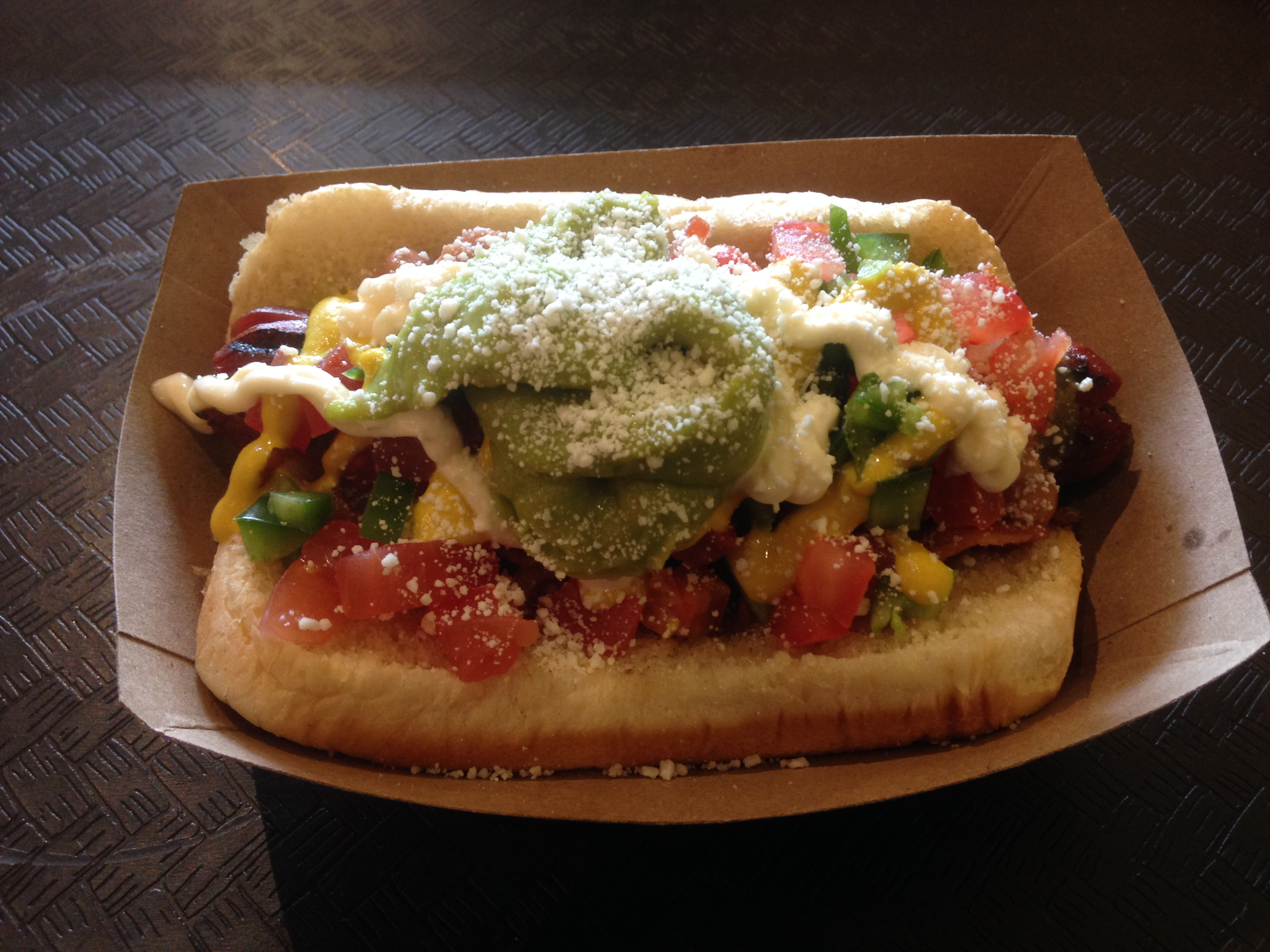
Хот-дог по-сонорански с тушёной фасолью, помидорами, зелёной сальсой, халапеньо, горчицей и майонезом, сверху авокадо и сыр

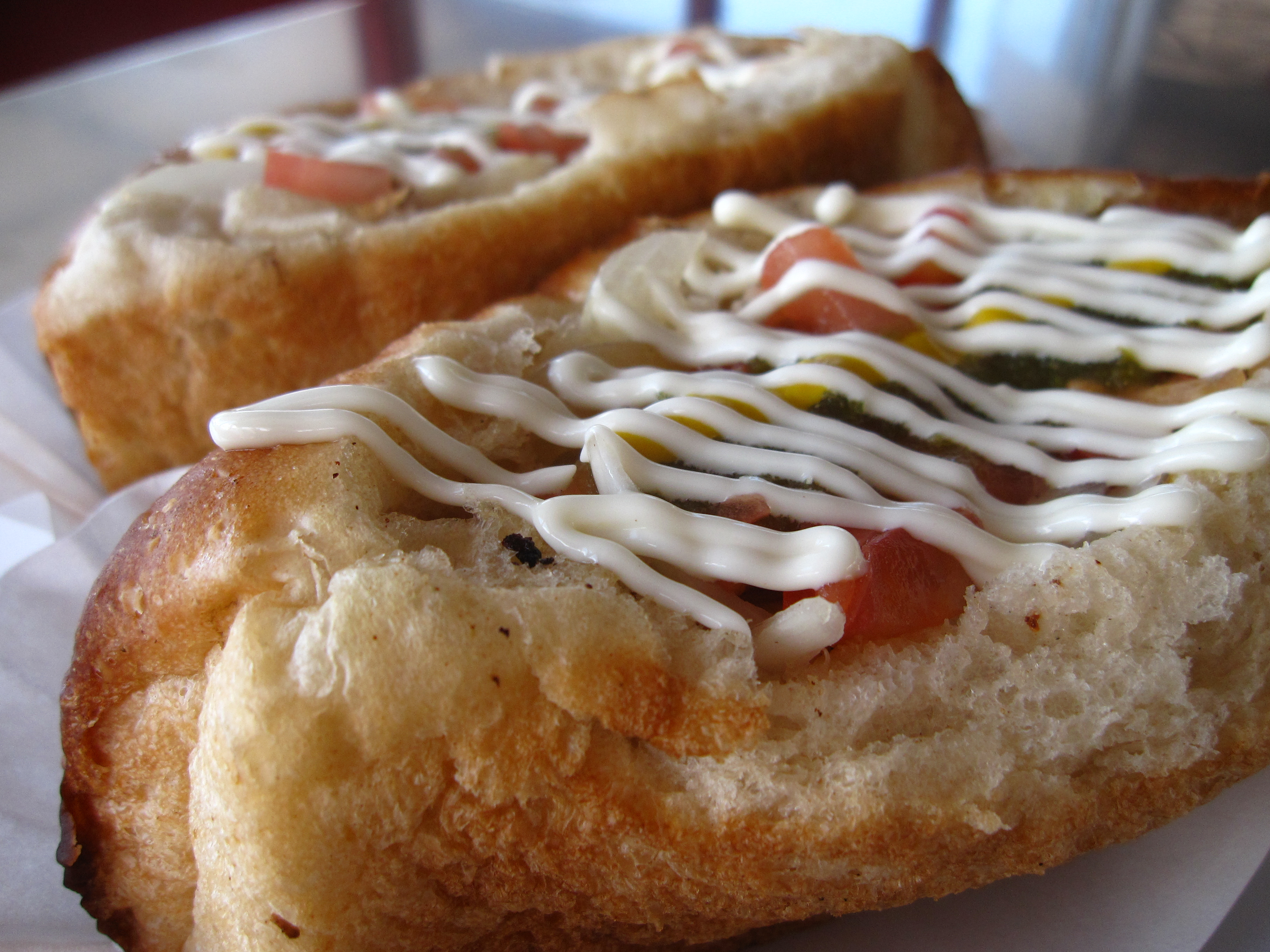
Хот-доги по-сонорански с майонезом сверху

Хот-дог по-сонорански (исп. Hot dog de Sonora, англ. Sonoran hot dog) — разновидность хот-дога, возникшая в конце 1980-х годов в северомексиканском штате Сонора. Родиной блюда считается столица штата город Эрмосильо. Этот вид хот-дога также получил распространение в южных районах американского штата Аризона, сопредельных с Сонорой, в частности в городах Тусон и Финикс.
Хот-дог, завёрнутый в бекон и обжаренный на гриле, помещается в надрезанную вдоль боли́льо — традиционную мексиканскую булочку из пшеничной муки, похожую на укороченный французский багет. Неизменными дополнительными ингредиентами служат тушёная зерновая фасоль местного сорта, нашинкованный репчатый лук и нарезанный кубиками помидор. Нередко добавляются кусочки перца халапеньо и тёртый сыр. Всё это сдабривается майонезом, горчицей, гуакамоле или сальсой из халапеньо: иногда в ход идёт какая-то одна из этих приправ, чаще сразу несколько.
Хот-дог по-сонорански готовят и продают со специально оборудованных тележек уличные торговцы, называемые «догерос» (исп. dogueros). В 2009 году было подсчитано, что в Тусоне действует более 200 подобных передвижных торговых точек, а в Финиксе — ещё большее количество.